# سس مارینارا
 سس مارینارا (انگلیسی: "mariner's") یک سس گوجه فرنگی است که معمولاً با گوجه فرنگی، سیر، گیاهان و پیاز تهیه می‌شود. تنوع زیادی که در آن وجود دارد می‌تواند شامل افزودن قارچ، زیتون، ادویه‌جات ترشی‌جات، و یک نوشیدنی خنک باشد.
این سس به‌طور گسترده‌ای در آشپزی آمریکایی با ریشه ایتالیایی نیز استفاده می‌شود. ایتالیایی‌ها معمولاً در تهیه برخی غذاها از این سس استفاده می‌کنند که نام آن خوراک را با این سس می‌شناسند به‌طور مثال: اسپاگتی مارینارا.

## ریشه و تاریخچه

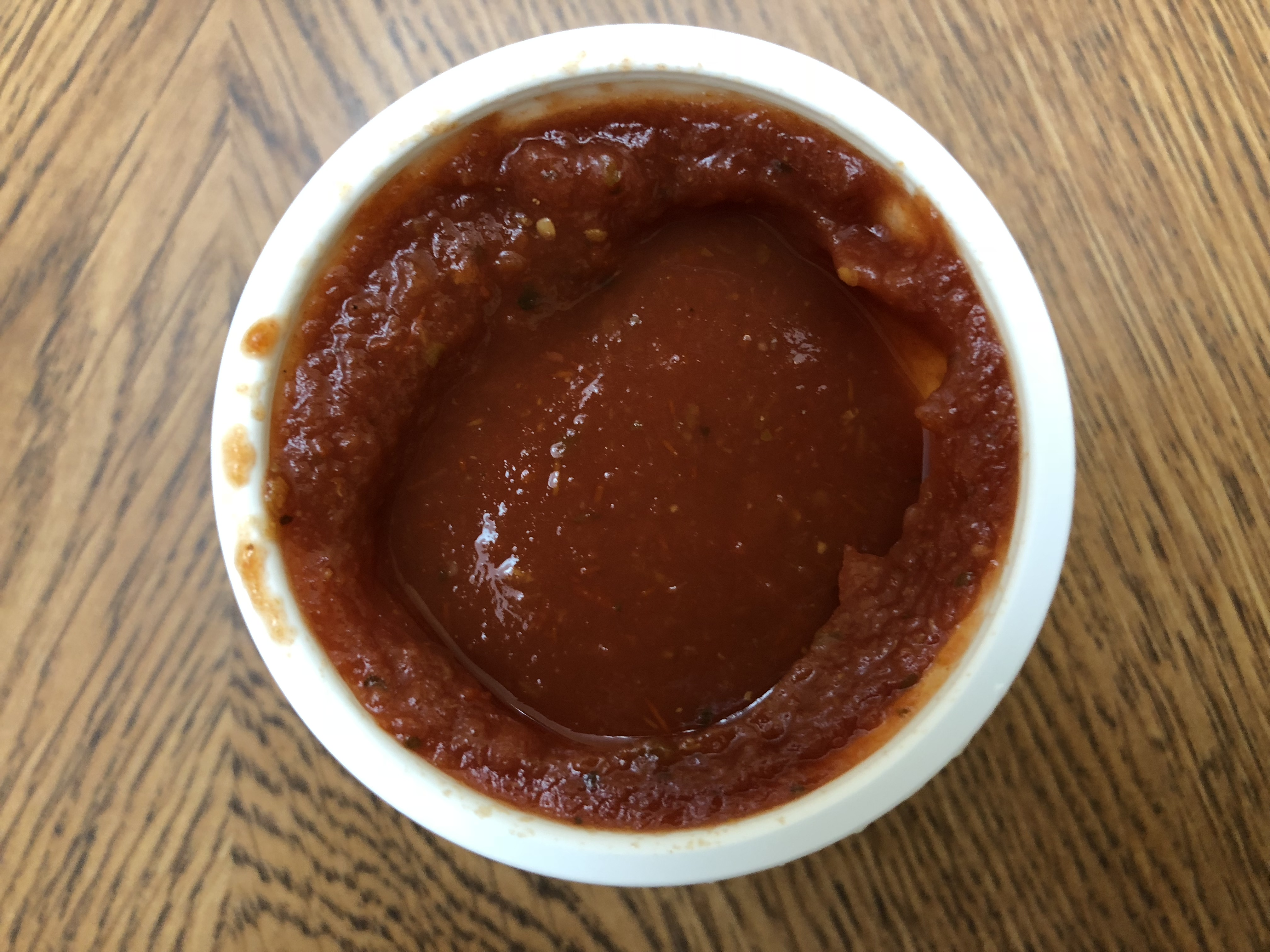
فنجان کوچک سس مارینارا

دربارهٔ ریشه پیدایش این سس دو نظریه وجود دارد، اول اینکه این سس توسط آشپزهای ایتالیایی که روی کشتی‌های ناپلی خدمت می‌کردند در قرن ۱۶ میلادی پس از سس سالسای اسپانیایی‌ها ساخته شده است. دوم اینکه گفته شده است سس مارینارا توسط همسران ملوانان ایتالیایی تهیه شده است. اما چیزی که مشخص است اولین بار در سال ۱۶۹۲ در کتاب آشپزی آنتینو لاتینی معروف از این سس یاد شده است. البته لاتینی معتقد بود که سس مارینارا همان سس سالسا مدرن شده است.
در نهایت می‌توان گفتن سس مارینارا یکی از خوشمزه‌ترین سس‌های ایتالیایی است که به انواع غذا از قبیل پاستا و پیتزا طعمی منحصر به فرد می‌بخشد. .